# Municipio de Limestone (Míchigan)
El municipio de Limestone (en inglés: Limestone Township) es un municipio ubicado en el condado de Alger en el estado estadounidense de Míchigan. En el año 2010 tenía una población de 438 habitantes y una densidad poblacional de 2,25 personas por km².

## Geografía
El municipio de Limestone se encuentra ubicado en las coordenadas 46°13′44.82″N 87°1′1.52″O / 46.2291167, -87.0170889. Según la Oficina del Censo de los Estados Unidos, el municipio tiene una superficie total de 194,4 km² (75,1 mi²), de la cual 193,1 km² (74,6 mi²) corresponden a tierra firme y 1,3 km² (0,5 mi²) (0.67%) es agua.

## Demografía
En el 2000 la renta per cápita promedia del hogar era de $35.938, y el ingreso promedio para una familia era de $37.981. El ingreso per cápita para la localidad era de $15.384. En 2000 los hombres tenían un ingreso per cápita de $36.094 contra $21.750 para las mujeres. Alrededor del 9.0% de la población estaba bajo el umbral de pobreza nacional.